# Conrad Höffler

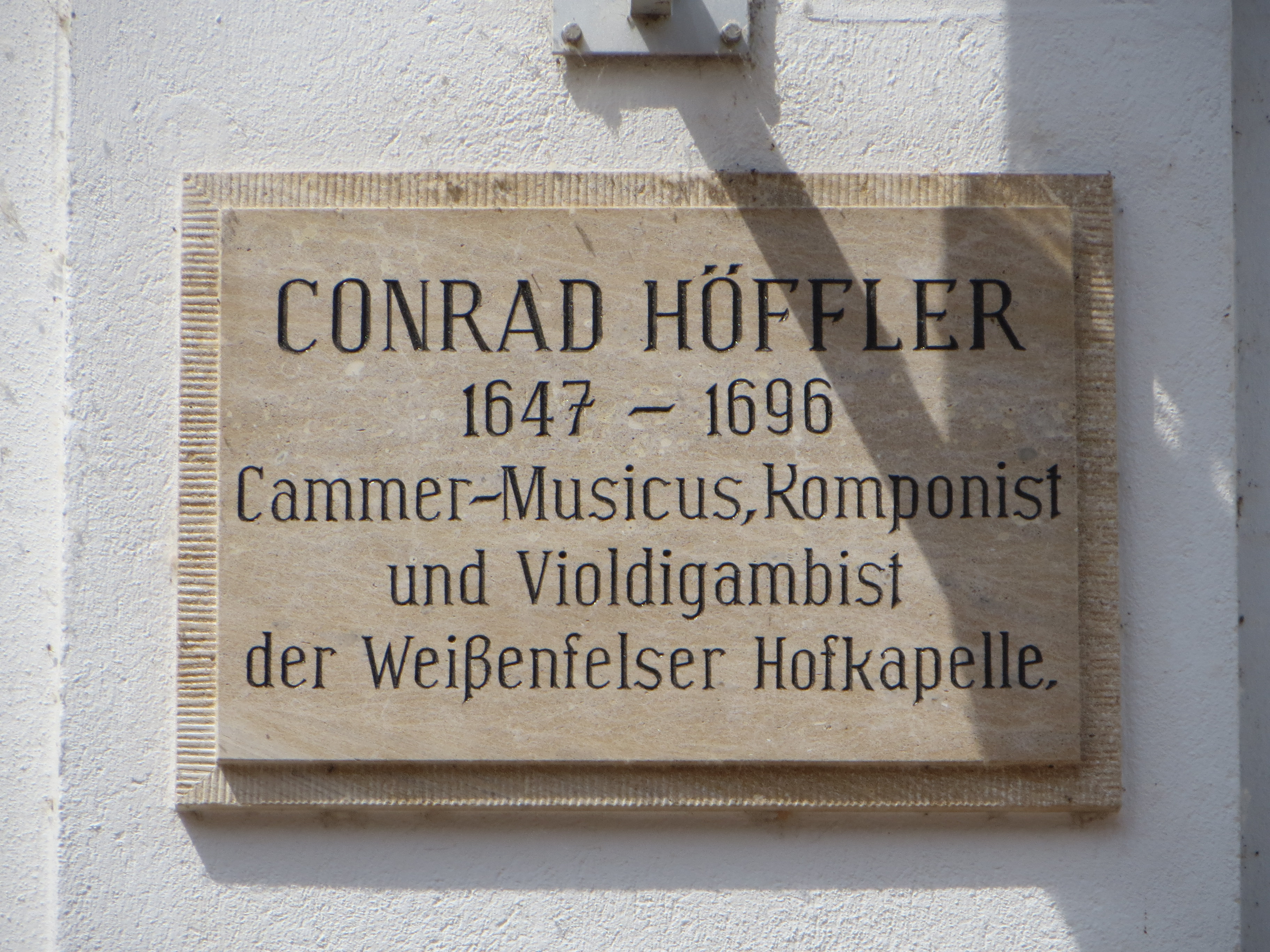
Gedenktafel im Schloss Neu-Augustusburg Weißenfels

Conrad Höffler (auch Konrad bzw. Höfler) (* 28. Januar 1647 in Nürnberg; † 19. August 1696 in Weißenfels) war ein deutscher Komponist und Gambist.

## Leben
Höffler war der Sohn des Garnfärbers Hanns Höfler und dessen Ehefrau Elena und wurde am 30. Januar des Jahres in der evangelisch-lutherischen Pfarrkirche St. Lorenz getauft. Höffler ist offensichtlich gemeinsam mit Johann Philipp Krieger in Nürnberg aufgewachsen. Vermutlich erhielten beide einen Teil ihrer frühen musikalischen Ausbildung bei dem Nürnberger Gambisten Gabriel Schütz (* 1633; † 1710). Darüber hinaus waren beide vor 1673 Musiker am Bayreuther Hof.
Ab 29. August 1673 ist der durch Johann Wolfgang Franck angeworbene Höffler am Ansbacher Hof vertraglich gebunden, scheint aber bis 13. Oktober noch nicht eingetroffen zu sein, da Frank an diesem Tag in einem Brief an ihn schreibt:

„Se. Hochfürstl. Durchlaucht haben unter anderem gefragt, warumb Du Dich nicht einstellest ...“

Höffler war aber in Ansbach unzufrieden, die Bedingungen am Hof, die ihm Franck versprochen hatte, entsprachen nicht der Realität. Im Jahre 1677 sind Höffler und Krieger deshalb wieder gemeinsam am Hofe Herzog Augusts von Sachsen-Weißenfels in Halle (Saale) zu finden, nachdem seinem Entlassungsgesuch aus brandenburgisch-ansbachischen Diensten am 28. März 1676 stattgegeben wurde. Erstmals ist Höffler in der Dokumentensammlung Bestallung des Capell-Meisters David Pohlens wie auch derer sämptl. zur fürstlichen Capelle gehörigen Musicanten vom 8. August 1676 für Halle aktenkundig. Er erhält dort 180 Thaler Besoldung und 65 Thaler Kostgeld. Am 2. November 1677 folgte Johann Philipp Krieger als Hoforganist und Vizekapellmeister nach.
Als der Hof nach Augusts Tod im Jahre 1680 nach Weißenfels übersiedelte, gehörte Höffler mit zu den ersten Neubestallten.

„Am 23. Decembris anno 1680 […] wurden […] Johann Philipp Krieger, als Capell-Meister á part, und […] Conradt Höffler, als Cammer- und Instrumental-Musicus […] ex anno et supra Christian Keyserling angenommen.“

Einen Monat nach Höfflers Tod im August 1696 wurde Johann Beer, sein Freund und Pate eines seiner Kinder, von der Hochfürstlichen Regierung als Vormund für die beyden hinterlassenen Söhne erster Ehe bestätigt.

## Werk
- primitiæ chelicæ, Oder / Musicalische Erstlinge / In 12. durch unterschiedliche Tone eingetheilte Sviten Viola diGamba Solo samt / ihrer Basi, nach der ietzt florirenden Instrumental-Arth eingerichtet / Und / Dem Durchlauchtigs-ten Fürsten und Herrn / Herrn Johann Adolphen / Hertzogen zu Sachsen […] seinem gnädigsten Fürsten und Herrn / zu unterthänigsten Ehren dediciret und componiret / Von Hoch-besagter Seiner Durchl. Cammer-Musico / Conrad Höfflern / Noribergensi. Anno M DC XCV. (Nürnberg, 1695)